# Gunung Sigrun
Gunung Sigrun är ett berg i Indonesien.   Det ligger i provinsen Aceh, i den västra delen av landet, 1 400 km nordväst om huvudstaden Jakarta. Toppen på Gunung Sigrun är 170 meter över havet, eller 65 meter över den omgivande terrängen. Bredden vid basen är 0,92 km.
Terrängen runt Gunung Sigrun är platt åt sydväst, men åt nordost är den kuperad.Runt Gunung Sigrun är det ganska tätbefolkat, med 54 invånare per kvadratkilometer. I omgivningarna runt Gunung Sigrun växer i huvudsak städsegrön lövskog.